# Ujházy László (hangmérnök)
Ujházy László (Budapest, 1937. július 31. – Budapest, 2019. november 8.) magyar hangmérnök, zenész, a Magyar Rádió egykori műszaki igazgatóhelyettese.

## Életrajz
1937-ben született, régi magyar nemesi családban (ősei 1609-ben kaptak nemességet), felmenője többek között a hasonnevű Újházy László, az amerikai magyar emigráció tagja.
Hangmérnökként mindig is figyelt a művészi oldal hiteles közvetítésére, egyszerre volt elhivatott a zene és a technika iránt. E kettős érdeklődése egész életén keresztül elkísérte: nagyjából egyszerre végezte el a Bartók Béla Zeneművészeti Szakközépiskolában a klarinét és a BME-n villamosmérnöki szakot.
1969-ben Czidra Lászlóval és Virágh Lászlóval alapította meg a magyarországi reneszánsz zenét játszó Camerata Hungarica zenekart. Második lemezükkel (Dalok és táncok a Vietórisz-kéziratból) elnyerték a Francia Akadémia Nagydíját, ezzel lehetőségük nyílt turnézni szerte a világban, koncerteztek még Mexikóban és Japánban is. Ők játszották először felvételre a 16. századi Buda világi zenéjét, és a 16-18. századi Erdély zenéjét is.
1960-ban, 23 évesen került a rádióhoz, ahol egészen 2001-ig maradt. Együtt dolgozott többek között Simándy Józseffel és Melis Györggyel is, hozzá és kollégáihoz fűződik a rádió kísérleti sztereó adásának elindítása és a világ első kvadrofon hangjátékának az elkészítése (Peer Gynt, 1972). A rádió mellett Budapesti Elektroakusztikai Gyárban keverőpultokat, kvadrofon rendszereket tervezett. 1992-től tanított a Szent István Király Zeneművészeti Szakközépiskolában, itt alakította ki az iskola hangkultúra szakját, ahol a diákok technikai és művészeti ismereteket (pl. akusztikát is)  tanulhattak tőle, de oktatott a 
Zeneakadémián és a gödöllői Szent István Egyetemen, a BME-n, a Kandó Kálmán Műszaki Főiskolán, az ELTE-n, az SzFE-n is.
Mindemellett temérdek szakcikk szerzője, összesen kb. 70 tanulmánya jelent meg különböző folyóiratokban (Gramofon, Élet és Tudomány stb.); de a rádiónál a távozása után is volt műsora (Kritikus füllel címen), ahol hangfelvételeket elemzett technikai és művészi szemszögből egyaránt.
Idős korára is megőrizte humorát, közvetlenségét, diákjai és kollégái legnagyobb örömére.

## Elismerései
- Magyar Köztársasági Érdemérem Kiskeresztje (1995)[6]
- Szőts Ernő-díj (2000)[7]
- Zircen Janka pedagógiai díj (2002)[6]
- Artisjus-díj (2004)[6]
- A Budapesti Műszaki- és Gazdaságtudományi Egyetem tiszteleti oktatója (2005)[6]
- Pedagógus Szolgálati Emlékérem (2013)[6]
- BME aranydiploma (2013)[6]
- Rádiós nívódíjak[6]

## Diszkográfia
Camerata Hungarica (önálló albumok)
- Chorearum Collectanea: Instrumental Dances Of The Late Renaissance Dances (Hungaroton, 1971)[8]
- Songs and Dances From the Vietórisz Tablature (Hungaroton, 1971)[8]
- Collection Of Bártfa 16th-17th Century – Excerpts (Hungaroton, 1973)[8]
- Gems Of The Renaissance Music (Hungaroton, 1976)[8]
- Court Music For King Matthias (Hungaroton, 1978)[8]
- Music To Entertain The Kings Of Hungary 1490-1526 (Hungaroton, 1979)[8]
- Danserye 1551 (Hungaroton, 1985)[8]
- Choreæ & Carmina (Hungaroton, 1986)[8]

## Főbb írásai
Könyvek
- Rádiós műszaki ismeretek (Tankönyvkiadó Vállalat, 1977, 2. kiad. 1978)[9][10]
- A hangfelvétel dicsérete (Gramofon Könyvek, 2014)[11]

Könyvfejezet
- A kvadrofon rádiózás in: A térhatású rádiózás (Tömegkommunikációs Kutatóközpont, 1975)[12]
- Hangtéralkotás a zenében in: Zenetudományi dolgozatok 1995-1996 (MTA Zenetudományi Intézet, 1997)[13]

Oktatási jegyzetek
- A hangforrások akusztikája (Magyar Rádió Részvénytársaság Oktatási Osztálya, 2000)[14]
- Hangkultúra I-II. (Szent István Egyetem és Szent István Király Konzervatórium jegyzet, 2003)[6][15]
- A térhatású technika (Magyar Rádió Részvénytársaság Oktatási osztálya, 2004)[16]
- A hangfelvétel művészete (BME jegyzet, 2004)[6]

## További Információk

### Videók
- Zenei felvételek és stúdiók című előadása a YouTube-on (2016)
- Camerata Hungarica TV-felvétel 1994-ből

### Újságcikkek
- Online cikkei a papageno.hu-n
- Online cikkei a HiFi Magazin archívumában:
  - Egy crescendo anatómiája (HiFi Magazin 6. 1981/2)
  - Fábólfaragott fúvóshangszerek (HiFi Magazin 19. 1985/3)
  - A rádióstúdiók hangja (Arató Évával közösen; HiFi Magazin 34. 1990/3)
  - A falnak is füle van (Arató Évával közösen; HiFi Magazin 35. 1991/1)